# Akimi Barada
Akimi Barada (jap. 茨田 陽生; * 30. Mai 1991 in Urayasu, Präfektur Chiba) ist ein japanischer Fußballspieler.

## Karriere
Akimi Barada erlernte das Fußballspielen in den Jugendmannschaften vom FC Urayasu Blue Wings und Kashiwa Reysol. Bei Kashiwa Reysol unterschrieb er 2010 auch seinen ersten Profivertrag. Der Verein aus Kashiwa, einer Großstadt in der Präfektur Chiba auf Honshū, spielte in der zweithöchsten Liga des Landes, der J2 League. 2010 wurde er mit dem Club Meister und stieg in die erste Liga auf. Die japanische Meisterschaft feierte er 2011. Den japanischen Supercup gewann er 2012. Im Finale besiegte man den FC Tokyo mit 2:1. Im gleichen Jahr gewann man den Kaiserpokal. Im Engspiel gewann der Club gegen Gamba Osaka mit 1:0. Ein Jahr später gewann er im Finale gegen die Urawa Red Diamonds den J. League Cup. Für Kashiwa Reysol absolvierte er insgesamt 179 Spiele. 2017 wechselte er zum Erstligisten Ōmiya Ardija nach Saitama. Ende 2017 musste er mit dem Club den Weg in die Zweitklassigkeit antreten. Der Erstligist Shonan Bellmare aus der Hafenstadt Hiratsuka nahm ihn 2020 unter Vertrag.

## Erfolge
Kashiwa Reysol
- Japanischer Zweitligameister: 2010

- Japanischer Meister: 2011

- Japanischer Pokalsieger: 2012

- Japanischer Supercup-Sieger: 2012